# 2017 în știință
În 2017 au avut loc o serie de evenimente științifice importante. Organizația Națiunilor Unite a declarat 2017 Anul internațional al turismului durabil pentru dezvoltare.

## Evenimente

### Ianuarie

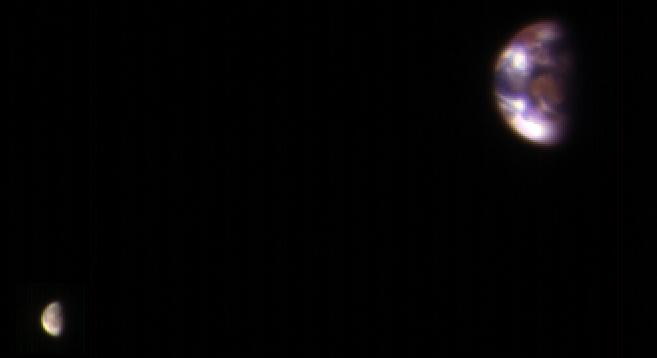
6 ianuarie: Pământul și Luna văzute de la 200 de milioane de kilometri, de MRO.

- 6 ianuarie – Oamenii de știință NASA au publicat o imagine (a se vedea și imaginea asociată) a Pământului și Lunii văzute de la 200 de milioane de kilometri distanță, de către Mars Reconnaissance Orbiter.[2] (Imaginea înrudită făcută de roverul Curiosity de pe suprafața lui Marte)
- 10 ianuarie – Cercetătorii descoperă că celulele gliale, nu neuronii, sunt cele mai afectate de  îmbătrânirea creierului.[3]
- 14 ianuarie – Compania americană SpaceX reia zborurile, în urma unei explozii a plăcii de lansare din septembrie 2016. O rachetă Falcon 9 reutilizabilă furnizează cu succes 10 sateliți pe orbită pentru un client înainte de a reveni pe o platformă plutitoare din Pacific.[4][5]
- 18 ianuarie – O analiză independentă realizată de NASA și Administrația Națională Oceanică și Atmosferică indică faptul că 2016 a fost cel mai cald an, cu o creștere a temperaturii aerului cu 0,99 °C, comparativ cu media de la mijlocul secolului XX, și cu 0,07 °C comparativ cu 2015.[6]
- 30 ianuarie – Au fost descoperite rămășițele petrificate ale Saccorhytus coronarius, considerat a fi un strămoș comun al cordatelor, echinodermelor și a altor deuterostomia.[7]

### Februarie
- 9 februarie – Cercetătorii Institutului Național de Știință și Tehnologie Industrială din Japonia demonstrează că o dronă robotică albină este capabilă să polenizeze florile.[8][9]
- 15 februarie – Un studiu publicat în Nature constată că nivelul de oxigen din oceane a scăzut cu 2% la nivel global în ultimii 50 de ani, din cauza încălzirii și stratificării.[10][11]
- 16 februarie – Misiunea Dawn a NASA găsește dovezi de material organic pe Ceres, prima detectare clară a moleculelor organice pe un corp principal din Centura de asteroizi.(imagine asociată)[12]
- 22 februarie –  Astronomii anunță descoperirea a șapte exoplanete de dimensiunea Pământului, care ar putea fi toate în zona locuibilă, și care orbitează steaua TRAPPIST-1, o stea pitică ultra-rece, puțin mai mare decât planeta Jupiter, situată la aproximativ 40 de ani-lumină de Terra.[13]

### Martie

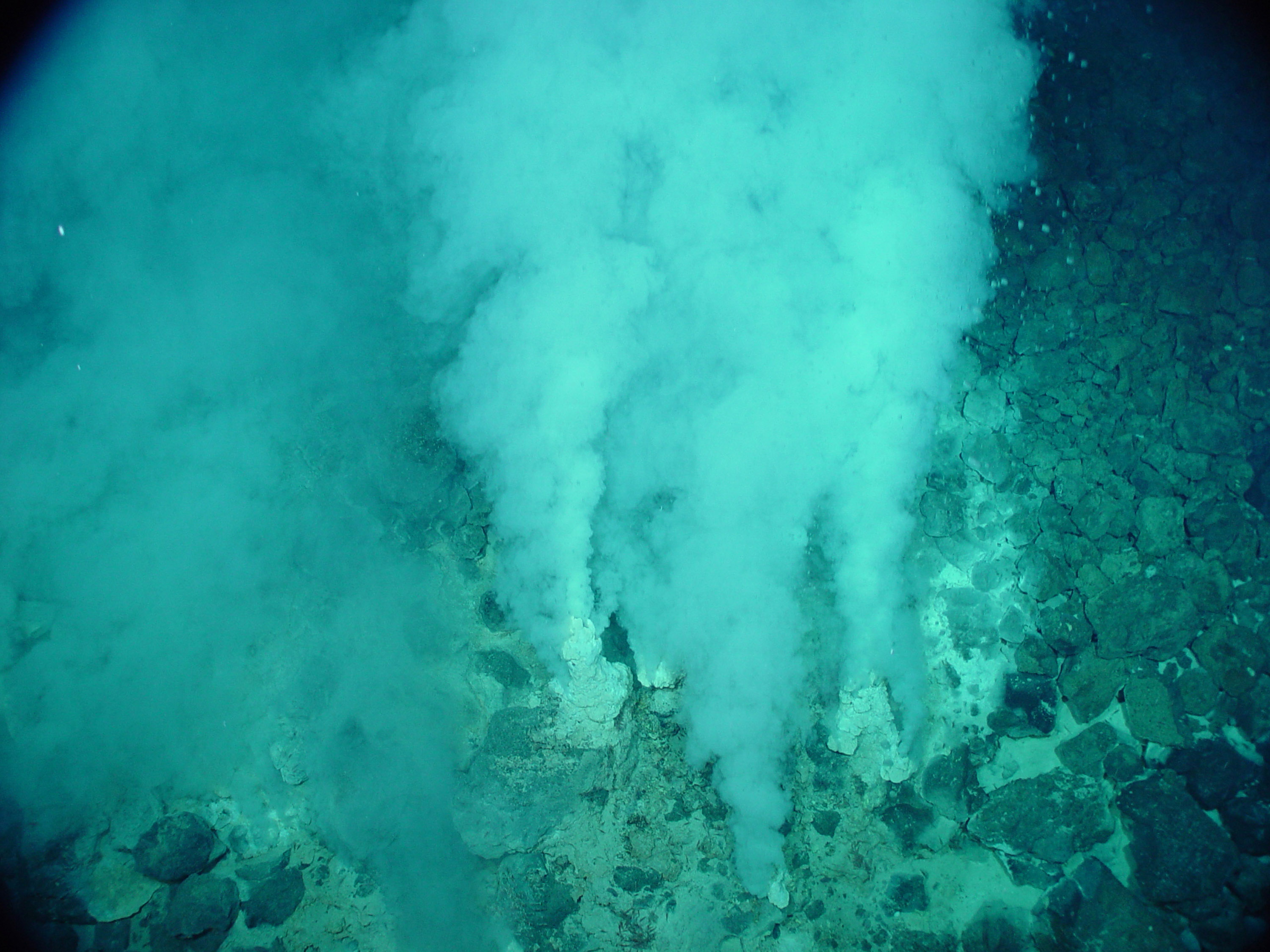
1 martie: Dovezi despre posibile cele mai vechi forme de viață de pe Terra au fost descoperite în izvoare termale.

- 1 martie – Cercetătorii raportează dovezi despre cele mai vechi forme de viață de pe Pământ. Microorganisme fosilizate, care ar putea avea o vechime de 4,280 miliarde de ani, au fost descoperite pe rocile de pe țărmul Golfului Hudson din nordul Quebecului, Canada, la scurt timp după formarea oceanelor (acum 4,4 miliarde de ani) și nu mult după formarea Pământului (acum 4,54 miliarde de ani).[14][15][16]
- 8 martie – Oamenii de știință de la Universitatea din Texas raportează o nouă fază a materiei, numită cristal de timp, în care atomii se mișcă într-un model care se repetă în timp și nu în spațiu.[17]
- 9 martie – Un studiu realizat de Centrul pentru Astrofizică de la Harvard sugerează că exploziile radio rapide în galaxiile îndepărtate ar putea fi o dovadă a tehnologiei extraterestre avansate.[18]
- 17 martie – Un raport al Agenției Internaționale pentru Energie (AIE) constată că emisiile de CO2 au rămas plane pentru al treilea an consecutiv, în ciuda creșterii economice globale continuate.[19]
- 27 martie – Oamenii de știință din Australia anunță descoperirea celei mai mari amprente de dinozaur din lume, cu o lungime de 1,7 metri. recordul anterior avea aproximativ 1 metru lungime.[20][21]

### Aprilie
- 10 aprilie – Conform cercetărilor, două treimi din Marea Barieră de Corali din Australia își pierde culoarea (albirea coralilor) din cauza dispariției aliajelor simbiotice ale zooxanthellae (protozoare flagelate unicelulare asemănătoare cu algele).[22][23]
- 13 aprilie – Oamenii de știință NASA anunță că hidrogenul molecular a fost detectat în vaporii de apă care izbucnesc din Enceladus, satelit al planetei Saturn, sugerând o posibilă activitate hidrotermică și existența posibilă a unor forme de viață primitive.[24]

### Mai

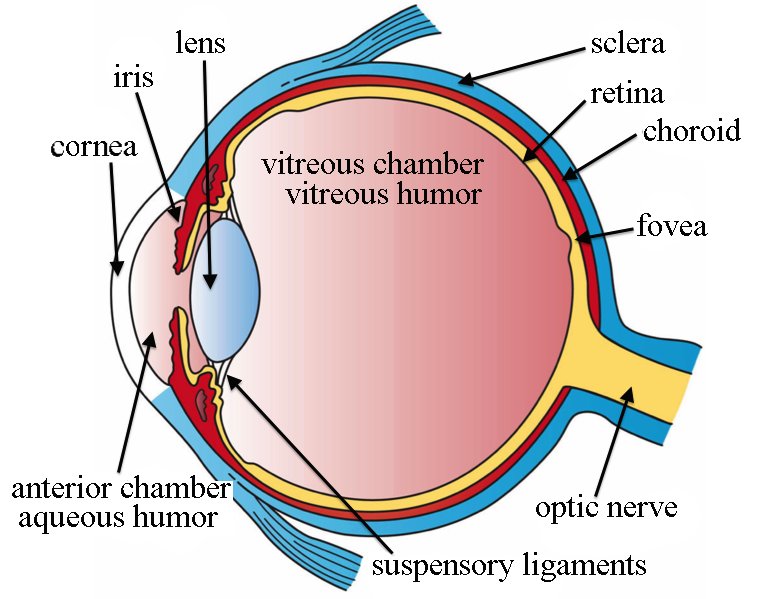
4 mai: A fost creată prima retină sintetică.

- 4 mai – Prima retină sintetică folosind țesuturi biologice moi este creată de un student la Universitatea din Oxford.[25]
- 9 mai – Oamenii de știință publică dovezi că cea mai timpurie formă de viață de pe uscat s-ar putea găsi în geiserita veche de 3,48 miliarde de ani și în alte depozite minerale conexe (adesea găsite în jurul izvoarelor termale și gheizerelor) descoperite în Cratonul Pilbara din Australia de Vest.[26][27]
- 26 mai – Începe construcția Telescopul European Extrem de Mare.[28]
- 27 mai – AlphaGo, un program de inteligență artificială creat de compania DeepMind, l-a învins pentru a doua oară pe chinezul Ke Jie, ocupantul primului loc în clasamentul mondial al jucătorilor de Go.[29][30]

### Iunie

7 iunie: Dovezile sugerează că Homo sapiens ar fi putut avea originea în urmă cu aproximativ 300.000 de ani, cu peste 100.000 de ani mai devreme decât se credea anterior.

- 1 iunie – Astronomii raportează detectarea celei de-a treia unde gravitaționale, numită GW170104, care susține în continuare teoria relativității generale prezentată în 1916 de Albert Einstein.[33][34]
- 7 iunie – Oamenii de știință raportează dovezi, bazate pe resturi fosile găsite în partea de vest a Africii de Nord, în Maroc, la Jebel Irhoud, că Homo sapiens ar fi putut avea originea în urmă cu aproximativ 300.000 de ani, cu peste 100.000 de ani mai devreme decât se credea anterior.[31][32]
- 12 iunie – Doi sateliți noi - S/2016 J1 și S/2017 J1 - sunt raportați că orbitează planeta Jupiter, aducând numărul total de sateliți naturali cunoscuți ai gigantului la 69.[35]
- 19 iunie – Astronomii raportează dovezi ale unei posibile planete de dimensiunea lui Marte, care se află la marginea Sistemului Solar.[36][37]
- 30 iunie – Agenția de explorare aerospațială din Japonia (JAXA) dezvăluie planurile de a trimite un astronaut pe Lună până în 2030.[38]

### Iulie

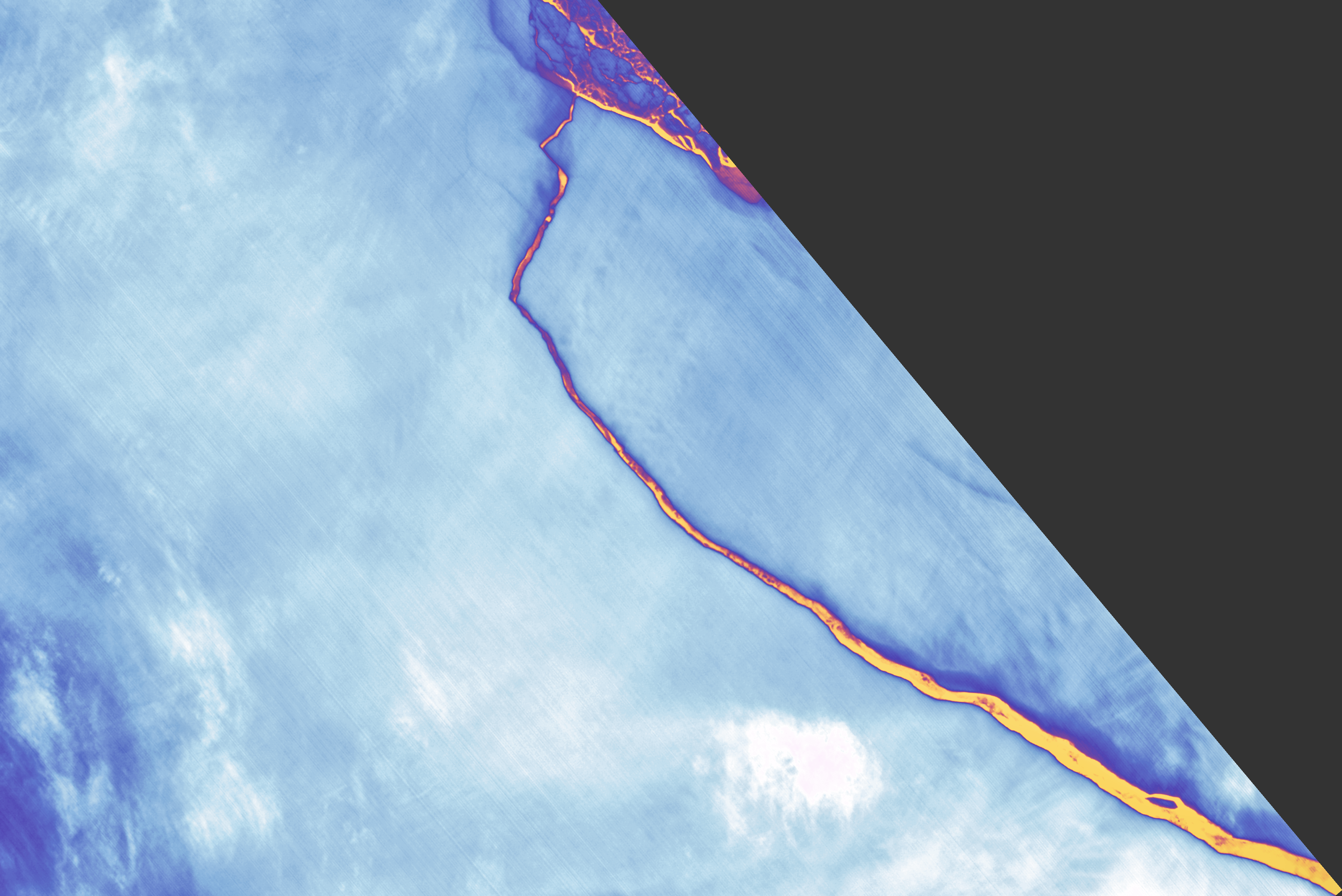
12 iulie: Un iceberg imens, unul dintre cele mai mari înregistrate vreodată, se detașează de pe raftul de gheață Larsen C din Antarctica.

- 4 iulie –  Oamenii de știință raportează dovezi că homo sapiens ar fi putut migra din Africa în urmă cu 270.000 de ani, cu mult mai devreme decât cei 70.000 de ani cât se credea anterior.[39][40]
- 10 iulie
  - Oamenii de știință de la Universitatea Stanford publică dovezi că o a șasea extincție în masă a vieții pe Pământ este deja în curs.[41][42]
  - Nava spațială Juno a NASA obține imagini de la distanță apropiată cu Marea Pată Roșie a lui Jupiter.[43]
- 12 iulie
  - Un iceberg imens, unul dintre cele mai mari înregistrate vreodată, se detașează de pe raftul de gheață Larsen C din Antarctica.[44]
  - Cercetările publicate în Royal Society Open Science dezvăluie că șase dintre marile carnivorele din lume - câinele sălbatic african, ghepardul, lupul etiopian, leul, lupul roșu și tigrul - au pierdut peste 90% din gama lor istorică.[45][46]
- 18 iulie – O simulare computerizată a Universității din Manchester sugerează că Tyrannosaurus rex s-a mișcat mai lent decât s-a crezut anterior, mărimea și greutatea acestuia limitând dinozaurul la maximum 20 km/h.[47]
- 19 iulie – Arheologii publică dovezi potrivit cărora persoanele aborigene sunt în Australia de cel puțin 65.000 de ani, ceea ce sugerează că sosirea oamenilor pe continent a fost cu până la 18.000 de ani mai devreme decât se credea anterior.[48][49]

### August

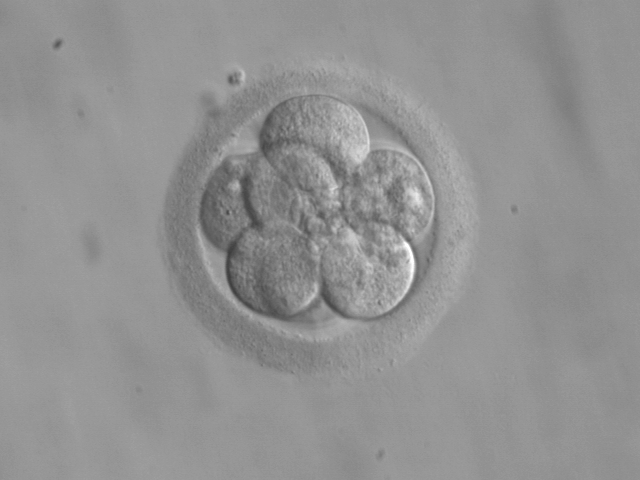
2 august: Pentru prima dată, CRISPR este folosit pentru a elimina ADN-ul defectuos responsabil pentru o afecțiune ereditară a inimii.

- 2 august – Pentru prima dată, oamenii de știință folosesc CRISPR în embrionii umani pentru a elimina ADN-ul defectuos responsabil pentru o afecțiune ereditară a inimii.[50][51][52]
- 8 august – Patagotitan mayorum, unul dintre cei mai mari dinozauri vreodată, descoperit în Argentina, este numit oficial de cercetători.[53]
- 12 august – Oamenii de știință descoperă 91 de vulcani aflați la doi kilometri sub stratul de gheață al Antarcticii de Vest, ceea ce o face cea mai mare regiune vulcanică de pe Pământ.[54]
- 23 august – Astronomii care folosesc Very Large Telescope al ESO produc cea mai detaliată imagine vreodată a unei stele din afara sistemului nostru solar, Antares, care se află la 550 de ani-lumină de Terra și are o masă de 15 ori mai mare decât Soarele.[55]
- 31 august – Astronomii de la Telescopul Spațial Hubble raportează primele indicii ale conținutului posibil de apă din cadrul sistemului multiplanetar TRAPPIST-1, care include șapte exoplanete de dimensiunea Terrei, situate la aproximativ 40 de ani-lumină de Pământ.[56][57]

### Septembrie

15 septembrie: Nava spațială Cassini-Huygens își încheie misiunea de 20 de ani de a explora planeta Saturn, inelele și sateliții săi.

- 1 septembrie – Laserul european cu electroni liberi cu raze X (XFEL) este deschis oficial în orașul german Hamburg.[60]
- 4 septembrie – Astronomii raportează descoperirea unei găuri negre care cântărește 100.000 de mase solare, situată într-un nor de gaz în apropierea centrului Căii Lactee, clasând-o drept a doua gaură neagră ca mărime întâlnită vreodată în galaxie.[61]
- 5 septembrie – Oamenii de știință raportează că roverul Curiosity a detectat pe planeta Marte bor, un ingredient esențial pentru viața de pe Pământ. O astfel de constatare, împreună cu descoperirile anterioare conform cărora apa ar fi putut fi prezentă pe Marte, susține în continuare posibila locuibilitate timpurie a craterului Gale de pe Marte.[62][63]
- 15 septembrie – Nava spațială Cassini-Huygens își încheie misiunea de 20 de ani de a explora planeta Saturn, inelele și sateliții săi. Nava spațială este direcționată în atmosfera lui Saturn pentru a se dezintegra.[58][59]
- 30 septembrie – NASA raportează că nivelurile de radiații de pe suprafața planetei Marte au fost temporar dublate și au fost asociate cu o aurora de 25 de ori mai strălucitoare decât cea observată anterior, din cauza unei furtuni solare masive și neașteptate, la mijlocul lunii septembrie 2017.[64]

### Octombrie

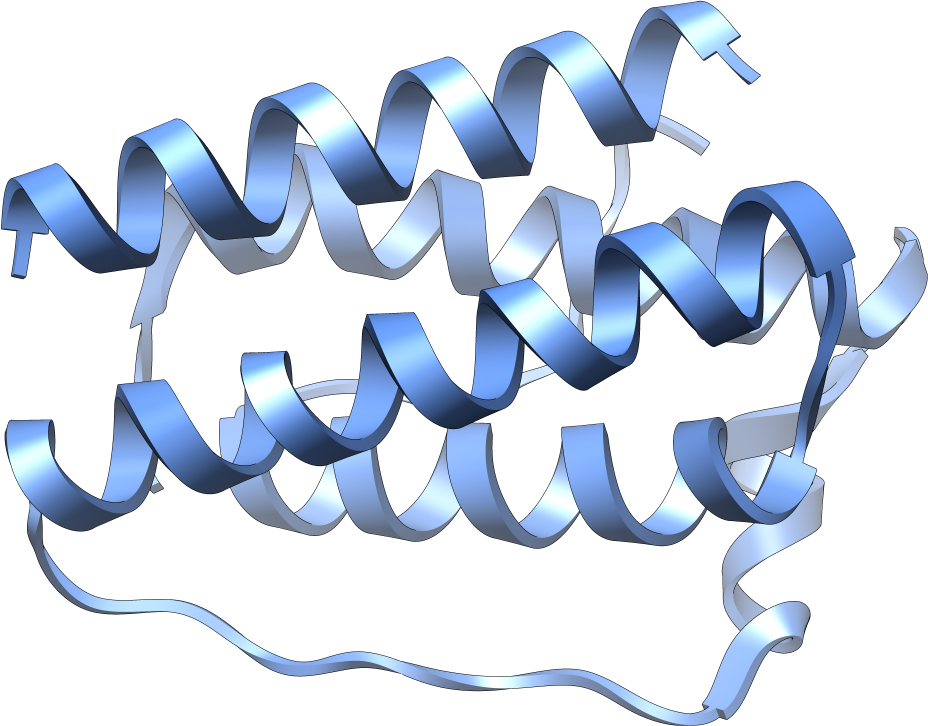
10 octombrie: Este raportată o creștere de zece ori a obezității în copilărie și adolescență începând cu 1975 (moleculă de leptină ilustrată).

- 2 octombrie – Premiul Nobel pentru Fiziologie sau Medicină este acordat lui Jeffrey C. Hall, Michael Rosbash și Michael W. Young pentru studiul lor privind mecanismele moleculare care controlează ritmul circadian.[65]
- 3 octombrie – Premiul Nobel pentru Fizică este acordat lui Rainer Weiss, Kip Thorne și Barry Barish pentru rolul lor în detectarea undelor gravitaționale.[66][67][68]
- 4 octombrie – Premiul Nobel pentru chimie este acordat lui Jacques Dubochet, Joachim Frank și Richard Henderson pentru „dezvoltarea Cryo-microscopie electronica pentru determinarea structurii de înaltă rezoluție de biomolecule în soluție“. [293] [294]
- 10 octombrie  – Un studiu realizat de Imperial College London și Organizația Mondială a Sănătății constată că există o creștere de zece ori a obezității în copilăriei și adolescență începând cu 1975.[69]
- 12 octombrie – Se confirmă că planeta pitică Haumea are un sistem de inele, prima dată când o astfel de caracteristică a fost descoperită în jurul unui obiect trans-neptunian.[70][71]
- 16 octombrie – Astronomii anunță oficial detectarea unei unde gravitaționale, numită GW170817, asociată cu fuziunea a două stele neutronice. GW170817 părea, de asemenea, legată de o explozie de raze gamma, care a avut loc 1,7 secunde mai târziu și observarea luminii vizibile după 11 ore.[72][73][74][75]
- 17 octombrie – Qualcomm anunță prima conexiune mobilă 5G, care are o viteză de conectare de 1 Gbit/s.[76][77]
- 18 octombrie – Oamenii de știință anunță descoperirea unor fosile de dinți în Germania, asemănătoare cu cele ale Australopithecus afarensis, care sugerează că homininul ar fi existat în urmă cu 9,7 milioane de ani, cu mult mai devreme decât acum 3,9 milioane de ani și nu trăia doar în Africa, așa cum se credea anterior.[78][79][80]
- 25 octombrie – O versiune îmbunătățită a tehnicii de inginerie genetică CRISPR este publicată în revistele Science și Nature.[81][82][83]
- 30 octombrie – Organizația Meteorologică Mondială raportează că concentrațiile de CO2 în atmosfera Pământului au atins un nivel record de 403,3 părți pe milion în 2016.[84][85]

### Noiembrie
- 2 noiembrie

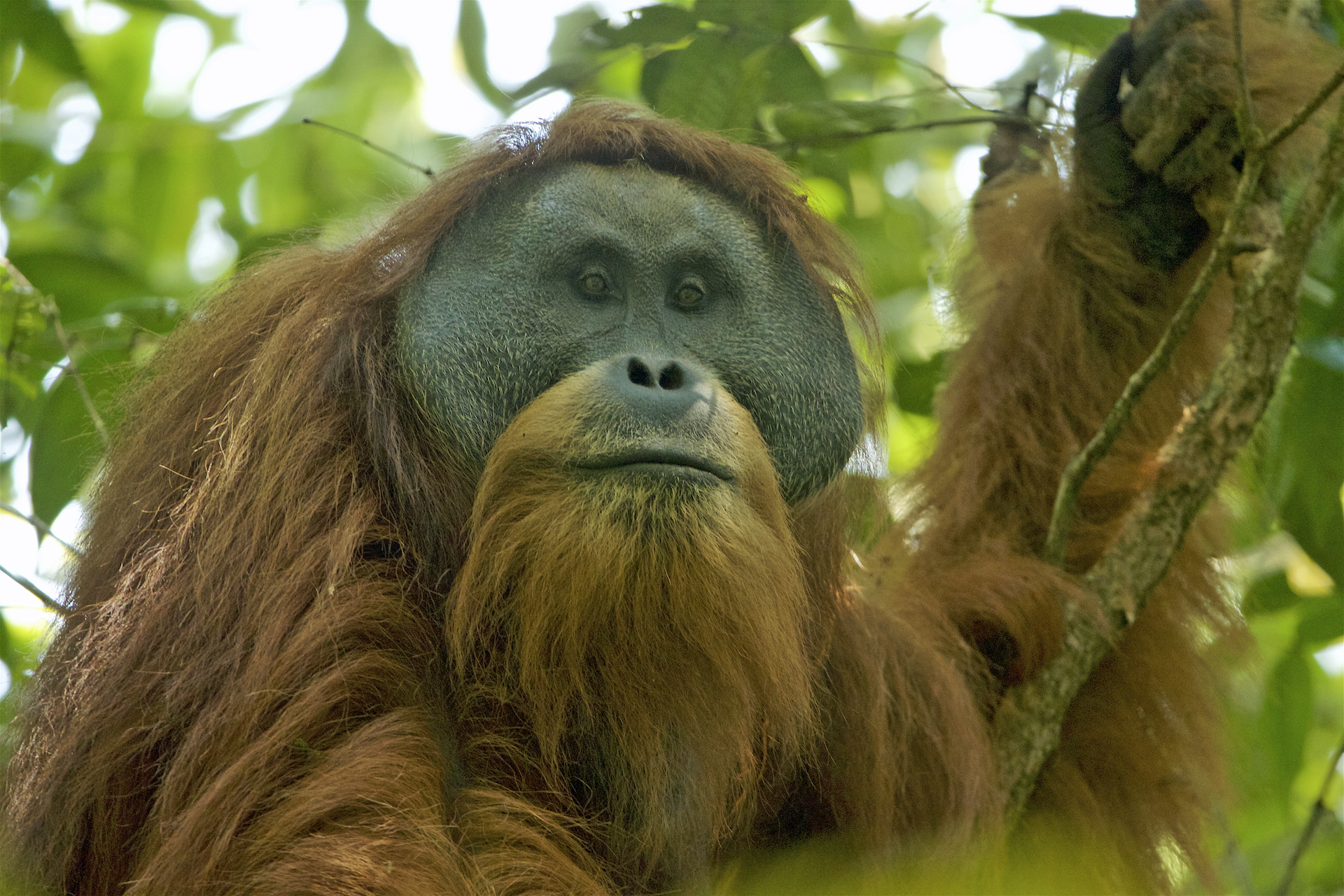
2 noiembrie: Urangutanul Tapanuli (Pongo tapanuliensis), o nouă specie de urangutan, este descris în revista Current Biology.

  - Arheologii au găsit o cavitate necunoscută anterior în interiorul Marii Piramide din Giza, Egipt.[86]
  - Urangutanul Tapanuli (Pongo tapanuliensis), o nouă specie de urangutan, este descris în revista Current Biology.[87][88][89]
  - Cercetătorii de la Universitatea din Rochester Medical Center identifică patru gene - KRAS, CDKN2A, SMAD4 și TP53 - responsabile pentru cât timp supraviețuiesc pacienții cu cancer pancreatic.[90]
- 10 noiembrie – IBM raportează construirea unui computer cuantic cu 50 de qubiti.[91]
- 15 noiembrie –  Un studiu condus de Universitatea Newcastle constată că viața mării în unele dintre cele mai adânci părți ale Oceanului Pacific - până la 11 km - este contaminată cu poluarea cu plastic.[92]
- 28 noiembrie
  - Facebook începe să folosească inteligența artificială pentru a ajuta la identificarea utilizatorilor potențial expuși riscului de sinucidere și, astfel, poate ajuta mai bine la asigurarea sănătății mintale adecvate și a resurselor de sprijin.[93][94][95]
  - Nava spațială Voyager 1, cel mai îndepărtat obiect făcut de om, a reușit să pornească cele patru propulsoare de rezervă, pentru prima dată din 1980, cu scopul de a-i prelungi durata de viață cu doi sau trei ani.[96][97]

### Decembrie
- 7 decembrie – Fizicienii de la Universitatea Illinois, Urbana-Champaign raportează descoperirea unei noi forme de materie numită excitonium.[98]